# Ahmeek (Míchigan)
Ahmeek es una villa ubicada en el condado de Keweenaw, Míchigan, Estados Unidos. Según el censo de 2020, tiene una población de 127 habitantes.
Es la villa más pequeña del estado. 

## Geografía
La localidad está ubicada en las coordenadas 47°17′54″N 88°23′50″O / 47.29833, -88.39722. Según la Oficina del Censo de los Estados Unidos, Ahmeek tiene una superficie total de 0.18 km², correspondientes en su totalidad a tierra firme.

## Demografía
Según el censo de 2020, hay 127 personas residiendo en Ahmeek. La densidad de población es de 711.11 hab./km². El 94.49% son blancos, el 2.36% son de otras razas y el 3.15% son de una mezcla de razas. Del total de la población, el 3.94% son hispanos o latinos de cualquier raza.